# AM General
AM General es un fabricante estadounidense de vehículos pesados y automóviles por contrato con sede en South Bend (Indiana). La empresa es sobre todo conocida por el Hummer civil y el Humvee militar, que se ensamblan en Mishawaka. Durante un período relativamente breve, de 1974 a 1979, la empresa también produjo autobuses urbanos, fabricando más de 5400Hummer h1unidades.

## Historia corporativa

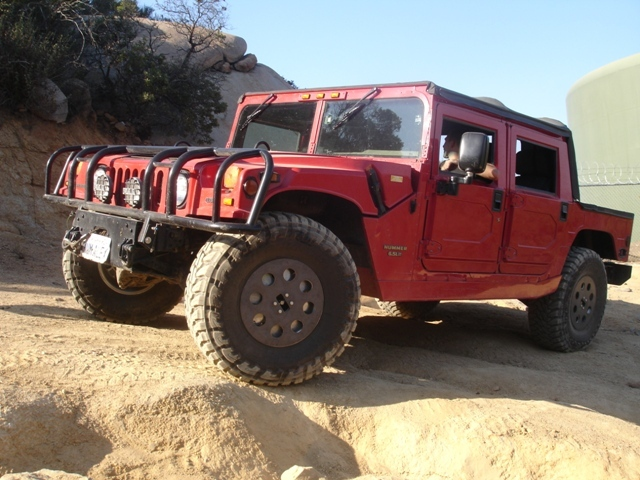
Hummer h1

AM General tiene sus raíces en la Standard Motor Company de Terre Haute (Indiana), que se expandió en 1903 para incluir la División Overland Automotive. En 1908, John North Willys compró la compañía Overland, entonces con sede en Indianápolis, y la rebautizó como Willys-Overland Motors. En la década de 1940, como Willys, colaboró con Ford y desarrolló un vehículo según las especificaciones del Ejército de los Estados Unidos y luego produjo en masa el "primer camión utilitario táctico de un cuarto de tonelada con tracción en las cuatro ruedas de Estados Unidos", que se hizo famoso con el nombre de Jeep durante la Segunda Guerra Mundial. En 1953, Kaiser Motors compró Willys-Overland, cambiando su nombre primero a Kaiser-Willys Motor Company y después a Kaiser Jeep Corporation en 1963. En 1970 fue adquirida por American Motors Corporation (AMC).
En julio de 2020, KPS Capital Partners adquirió la empresa.

## División de Productos de Defensa y para el Gobierno
En 1964, Kaiser-Jeep compró las instalaciones de Studebaker en Chippewa Avenue, en South Bend (Indiana), que incluía la "División de productos generales" de Studebaker, junto con sus importantes contratos de defensa.
En ese momento, a Kaiser se le había adjudicado un contrato de camiones del ejército de 87 millones de dólares, y bajo presión del gobierno, acordó realizar el trabajo en la planta de South Bend que había adquirido recientemente de Studebaker.

### American Motors
American Motors Corporation (AMC) compró Jeep Corporation en 1970, cuando Kaiser decidió dejar el negocio automotriz.
En 1971, AMC convirtió la División de Productos Generales de Jeep (dedicada a producir transportes militares, así como vehículos contratados y no comerciales) en filial y la rebautizó como AM General Corporation.
American Motors dejó de funcionar como industria automotriz independiente en 1982, cuando Renault compró una participación mayoritaria.
Las regulaciones del gobierno de EE. UU. en ese momento prohibían la propiedad de industrias armamentísticas por parte de gobiernos extranjeros, y Renault era parcialmente propiedad del gobierno francés.

### Corporación LTV
En 1983, Ling-Temco-Vought compró AM General, reorganizándola como una subsidiaria de propiedad total. En 1984, su sede se trasladó del edificio AMTEK de American Motors en Detroit (Míchigan) a Livonia (Míchigan), y dos años más tarde a South Bend, Indiana, donde se ubicaron las principales instalaciones de fabricación.

### Grupo Renco
En 1992, AM General se vendió a Renco Group, que en 2002 la transformó en una compañía de responsabilidad limitada.

### Marca Hummer
En 1984, AM General construyó una fábrica separada en el 13 200 de McKinley Hwy en Mishawaka para la producción de un HMMWV (High Mobility Multipurpose Wheeled Vehicle).
En 1992, AM General comenzó a comercializar el HMMWV en el mercado civil con la marca Hummer. En 1999, GM adquirió los derechos de la marca y continuó la producción del Hummer civil original como H1 hasta junio de 2006.
El Hummer H2 salió al mercado en 2002 y se produjo hasta enero de 2009. Fue diseñado y comercializado por GM, pero fabricado por AM General en la planta de Mishawaka. AM General no construyó el modelo H3.
GM fue demandada a principios de 2003 por Mercedes-Benz Group, propietarios de la marca Jeep, por el parecido de la parrilla de siete ranuras del Hummer con la del Jeep. La demanda fue desestimada tras el reconocimiento de la historia corporativa compartida de AMC y Jeep. GM, a su vez, demandó al fabricante de automóviles boutique Avanti Motor Corporation de Cancún, México, después de que presentó el Studebaker XUV en el Salón del Motor de Chicago en 2002. GM denunció que Avanti había planteado un vehículo que se parecía demasiado al Hummer. Parecía que la línea AM General del Hummer había dado un giro completo de regreso a la División de Productos Generales original de Studebaker, que era responsable de todos los contratos militares.

### A partir de 2004
El 20 de agosto de 2004, se anunció que la empresa Ronald Perelman de MacAndrews & Forbes formaría una empresa conjunta con el entonces propietario de AM General, Renco Group, para dar a Perelman el 70 % de la propiedad. Según los informes, el acuerdo costó cerca de mil millones de dólares.
En 2008, AM General y Vehicle Production Group (VPG), de Troy (Míchigan), anunciaron que se habían firmado contratos para que AM General comenzara a producir taxis especialmente diseñados en 2009. La producción real no comenzaría hasta octubre de 2011. El primer vehículo la línea se le presentó a Marc Buoniconti, un ex patrocinador del colegio militar de Carolina del Sur The Citadel, quien había quedado parcialmente paralizado en 1985.
En mayo de 2010, Azure Dynamics anunció que había elegido a AM General para ensamblar su transmisión eléctrica para vehículos Ford Transit Connect para el mercado norteamericano en su fábrica de Livonia, Míchigan.
En septiembre de 2013, AM General llegó a un acuerdo para comprar el préstamo garantizado del Departamento de Energía de los Estados Unidos a Vehicle Production Group (VPG). Antes de esto, AM General actuaba como el único ensamblador de vehículos para VPG. Como resultado de esta transacción, AM General creó una empresa de propiedad total, Mobility Ventures LLC, para operar el negocio del Mobility Vehicle-1 (MV-1) y recibir todos los activos de VPG.
En 2015, comenzó la producción del Mercedes-Benz Clase R en la planta de ensamblaje de Mishawaka. Sin este acuerdo, "el fabricante de automóviles alemán probablemente habría tenido que cancelar la fabricación del vehículo, que actualmente solo se vende en China". Pero finalmente la producción terminó en octubre de 2017.
AM General presentó un prototipo para optar a convertirse en el vehículo de entrega de próxima generación para el Servicio Postal de los Estados Unidos, pero no fue elegido.

## Vehículo de reparto Jeep 100

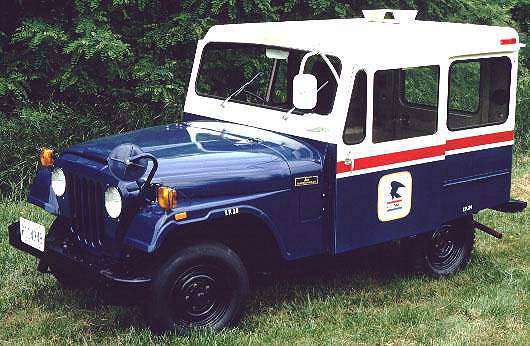
AM General de 1975; un vehículo de reparto postal con el volante a la derecha

Otro producto familiar de la línea AM General fue la serie Jeep DJ-5, una versión con tracción trasera conocida como "Dispatch Jeep" (Jeep de reparto) especialmente diseñada a partir del Jeep CJ, utilizada en grandes cantidades como un vehículo de entrega de correo con volante a la derecha por el Servicio Postal de los Estados Unidos.

## Autobuses

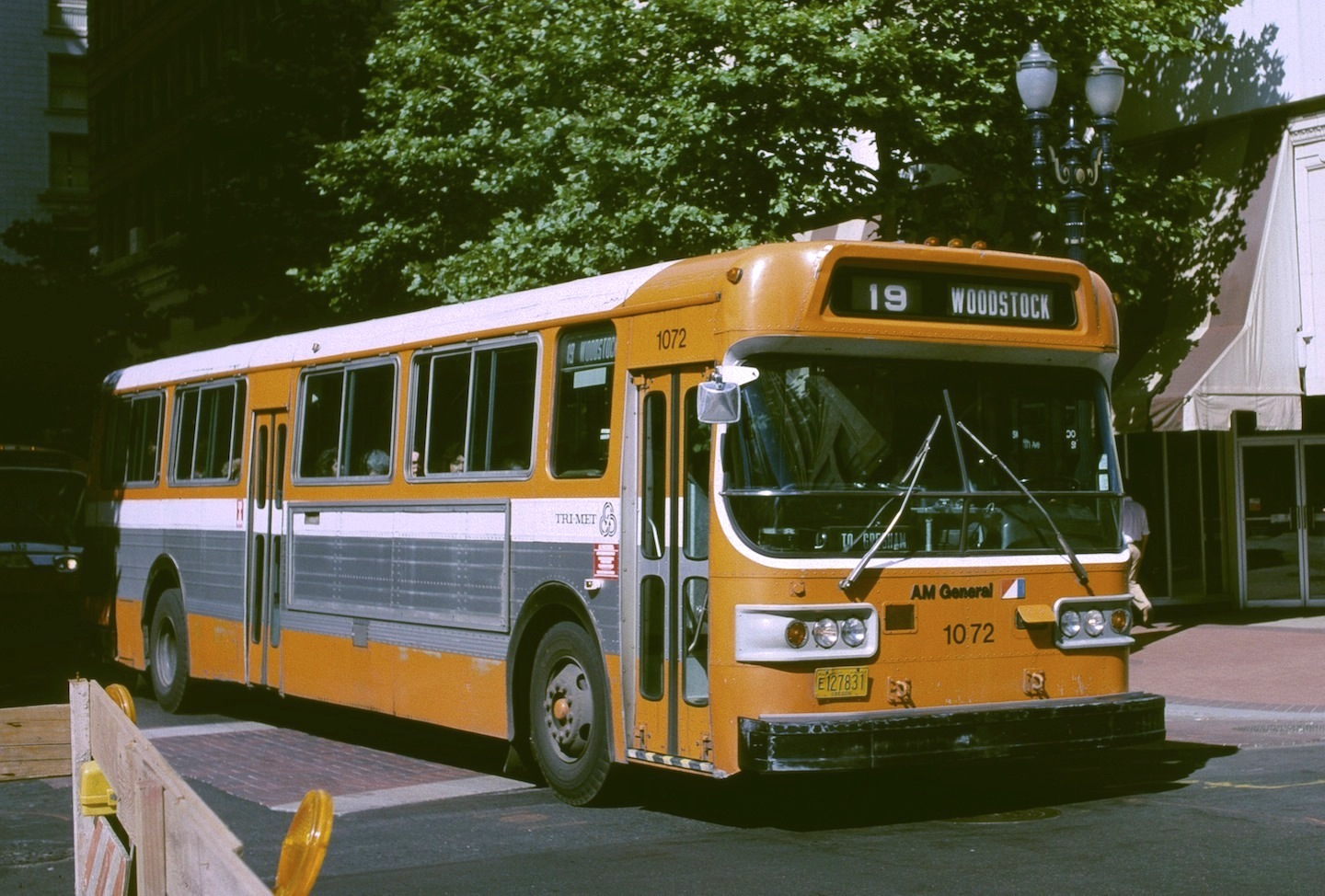
Un autobús AM General de 1976 de Tri-Met, en Portland, Oregón, que muestra el logotipo de AM General en el frente

Los autobuses AM General Metropolitan se fabricaron para su uso en servicios urbanos desde 1974 hasta 1979, produciéndose un total de 5431 unidades (incluidos 219 trolebuses). El Metropolitan fue construido bajo un acuerdo de 1971 con Flyer Industries de Winnipeg, Manitoba. AM General obtuvo la licencia de los derechos para construir y comercializar el Western Flyer D700 para el mercado estadounidense. El D700 en sí era similar en diseño al autobús GM New Look contemporáneo. Se rediseñó la parte delantera del D700 y, por lo tanto, el Metropolitan resultante no era simplemente un diseño Flyer construido bajo licencia, sino un vehículo diseñado conjuntamente. Flyer luego adoptó los cambios de diseño para su propia línea de modelos D800 y E800. Los autobuses se construyeron en longitudes de 35 pies (10,7 m) o 40 pies (12,2 m) y anchos de 96 plg (2438 mm) o 102 plg (2591 mm). Los números de denominación de cada modelo reflejaba sus dimensiones: por ejemplo, el modelo "10240" indicaba un autobús de 102 pulgadas de ancho y 40 pies de largo. Los sufijos "A" o "B" se utilizaron en modelos posteriores para indicar ciertas opciones. En total se produjeron 3571 autobuses diésel de 40 pies y 1641 autobuses diésel de 35 pies.

### Autobuses articulados

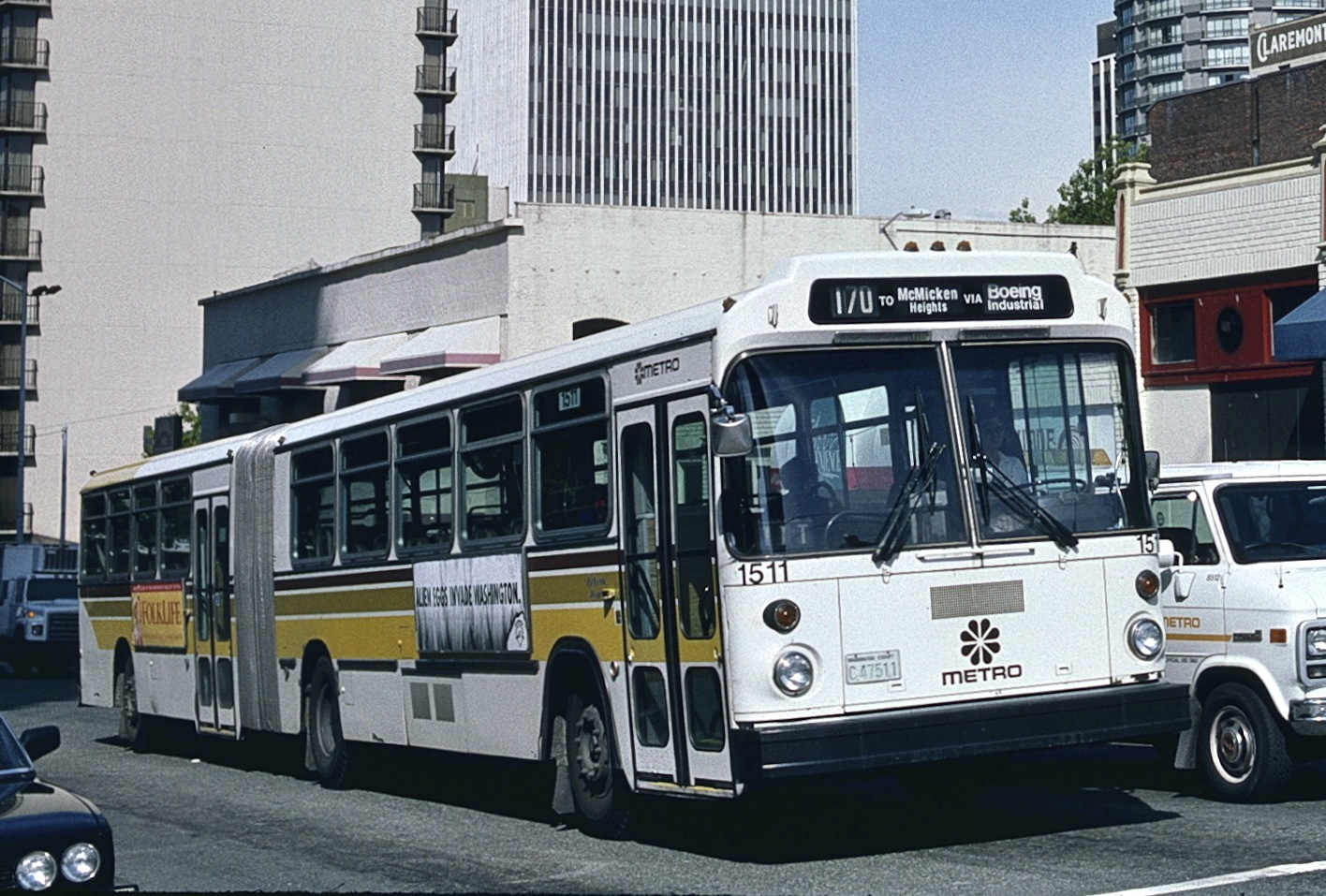
Un autobús articulado MAN en Seattle, cuya construcción completó AM General

En 1977–1979, AM General también trabajó en asociación con MAN de Alemania para construir el autobús articulado SG 220 para los sistemas de transporte de distintas ciudades de los Estados Unidos. MAN fabricó las carrocerías en Alemania y las envió a EE. UU. a AM General para el montaje final. Se ofrecieron dos longitudes diferentes, 55 pies (16,8 m) y 60 pies (18,3 m). Se construyeron 93 autobuses con la longitud más corta, mientras que el resto tenía 60 pies de largo. Para octubre de 1978, la compañía interrumpió la producción de autobuses y la última unidad se completó en marzo de 1979. El número total construido fue un poco menos de 400 (392 o 399), siendo el grupo más grande de 150 unidades para el Metro Transit de Seattle. Posteriormente, MAN instaló su propia fábrica para la producción estadounidense en Cleveland (Carolina del Norte).

### Trolebuses
La producción de autobuses completos (y de cualquier autobús con motor de explosión de dos ejes) había terminado en 1978 y, aparte del equipamiento de las últimas carrocerías MAN articuladas, la única producción en 1979 fue de dos lotes de trolebuses (siendo los únicos vehículos de este tipo jamás construidos por la compañía). Todos fueron vehículos de 40 pies (12,2 m) modelo 10240T: 110 unidades para el Sistema de Trolebuses de Filadelfia, operados por Autoridad de Transporte del Sureste de Pensilvania; y 109 para el Sistema de Trolebuses de Seattle, operado por Metro Transit (posteriormente, King County Metro). Uno de estos últimos ha sido conservado por la compañía desde su retiro en 2003.

## Desarrollo y producción del HMMWV

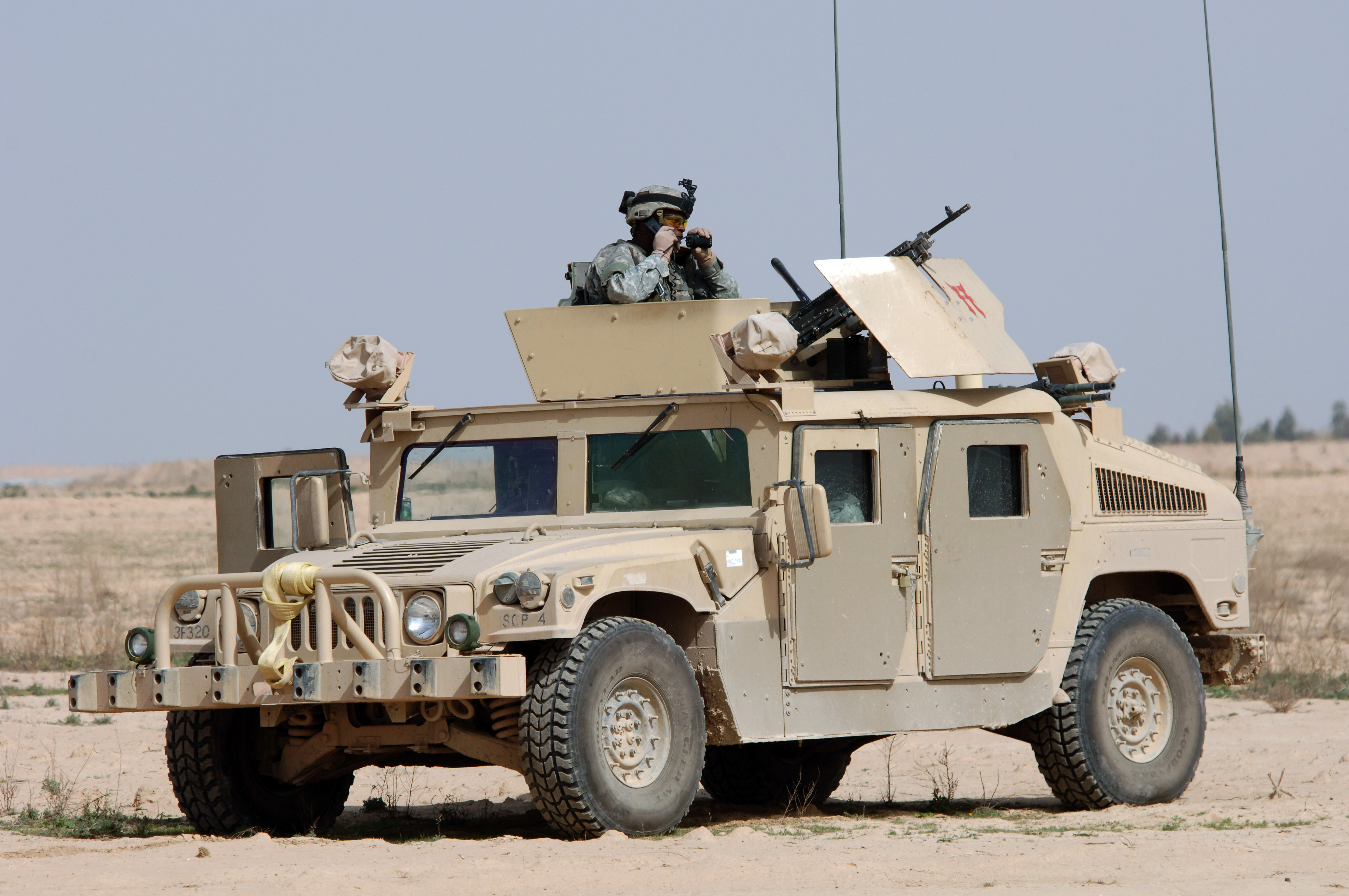
Un HMMWV AM General en Irak

En 1979, AM General comenzó el trabajo de diseño preliminar del M998 Series High Mobility Multi-Purpose Wheeled Vehicle (HMMWV, pronunciado Humvee), un camión de 1,25 toneladas destinado a reemplazar al M151 y a otros vehículos ligeros militares. El Ejército de los Estados Unidos otorgó a AM General un contrato para desarrollar un prototipo en 1981, cuyas pruebas operativas se realizaron durante un período de cinco meses en 1982. En marzo de 1983, AM General ganó un contrato inicial de 1200 millones de dólares para producir 55 000 Humvees que se entregarían en cinco modelos básicos y 15 configuraciones diferentes durante un período de cinco años.
La producción comenzó en la planta de ensamblaje de Mishawaka en el otoño de 1984 y las primeras entregas se realizaron a principios de 1985. La producción internacional total a mediados de 1991 fue de más de 72 000 unidades. Desde 1991, se recibieron pedidos por 20 000 HMMWV adicionales, lo que elevó la producción internacional total a 100 000 unidades en marzo de 1995.
A finales de 2000, AM General obtuvo otro contrato por 2962 camiones de la serie M998A2. El contrato contenía seis opciones de un solo año hasta el año fiscal de 2007 y continúa renovándose. Se han producido casi 250 000 unidades.
Los Humvee cuentan con tracción en las cuatro ruedas permanente, suspensión independiente, ángulos de ataque elevados, capacidad de subir pendientes del 60 % y 16 pulgadas (406 mm) de distancia al suelo. Los modelos de producción más recientes incluyen el M1151, M1152, M1165 y M1167. A partir de 2015, el Ejército, el Cuerpo de Marines, la Fuerza Aérea y la Armada de EE. UU. pasaron a utilizar vehículos Humvee. La flota combinada asciende a 140 000 unidades. Más de 50 naciones han comprado estos vehículos.
El reemplazo del Humvee, un diseño de "Joint Light Tactical Vehicle" (Vehículo táctico ligero conjunto) (JLTV) completamente nuevo, ha sido producido por Oshkosh Corporation desde 2016. AM General no tuvo éxito en su oferta por este contrato de 30 mil millones de dólares a lo largo de 25 años, y ahora se enfoca en el mantenimiento de los Humvee militares (todavía superan en número a los JLTV por tres a uno) y el desarrollo de un nuevo modelo de ambulancia.

## Otros vehículos militares
AM General también se adjudicó contratos del Departamento de Defensa de Estados Unidos para camiones medianos y pesados, incluidos los M151, los M35 de 2 1/2 toneladas y los M809 de 5 toneladas en la década de 1970; y luego los M939 en la década de 1980.
En 2005, se contrató a AM General para hacerse cargo de la militarización, las ventas y la comercialización de los vehículos LSSV.